# Чэнь Гуаньлин
Чэнь Гуаньлин (кит. трад. 陳冠伶, пиньинь Chén Guānlíng; родилась 29 января 2005) — тяжелоатлетка из Китайской Республики, чемпионка мира 2023 года, серебряный призёр чемпионата мира 2024 года, чемпионка Азии 2023 года. 

## Карьера
На своём дебютном чемпионате мира 2022 года в Боготе, в Колумбии в категории до 55 кг она стала девятой по сумме двух упражнений с результатом 190 кг.
В 2023 году на чемпионате Азии, который состоялся в Южной Корее, в категории до 55 кг она завоевала золотую медаль с общим результатом по сумме двух упражнений 204 кг. 
В Саудовской Аравии, где состоялся Чемпионат мира по тяжёлой атлетике 2023 года, китайская спортсменка в категории до 55 кг завоевала титул чемпионки мира с результатом 203 кг по сумме двух упражнений. Малые золотые медали в двух упражнениях также достались ей.  
На чемпионате мира 2024 года, который состоялся в Бахрейне, китайская спортсменка завоевала серебряную медаль с результатом 211 кг по сумме двух упражнений. В двух упражнениях она завоевала две малые бронзовые медали. 